# Буковичі (Люблінське воєводство)
Буковичі (або Буковиці, пол. Bukowice) — село в Польщі, у гміні Лісна Більського повіту Люблінського воєводства. Населення — 124 особи (2011).

## Історія

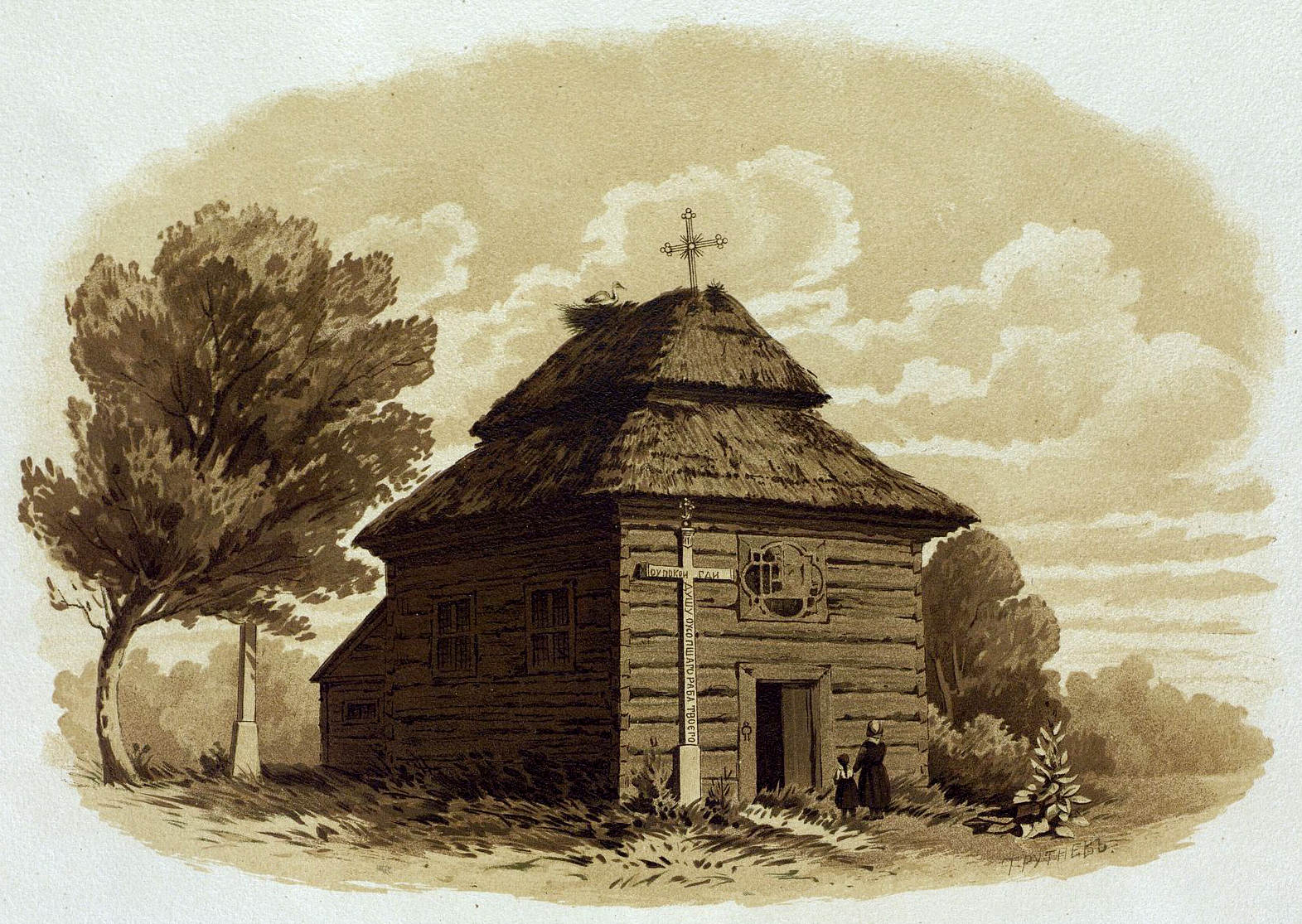
Троїцька церква у Буковичах (рисунок 1883 р.)

1573 року вперше згадується православна церква в селі.
За даними етнографічної експедиції 1869—1870 років під керівництвом Павла Чубинського, у селі переважно проживали греко-католики, які розмовляли українською мовою.
1896 року в селі зведено православну церкву.
У міжвоєнні 1918—1939 роки православну церкву у Буковичах переведено на римо-католицтво.
У 1975—1998 роках село належало до Білопідляського воєводства.

## Населення
Демографічна структура станом на 31 березня 2011 року:
|          | Загалом | Допрацездатний вік | Працездатний вік | Постпрацездатний вік |
| -------- | ------- | ------------------ | ---------------- | -------------------- |
| Чоловіки | 54      | 9                  | 38               | 7                    |
| Жінки    | 70      | 12                 | 37               | 21                   |
| Разом    | 124     | 21                 | 75               | 28                   |